# Slaget vid Bunker Hill
Slaget vid Bunker Hill var ett slag under amerikanska revolutionskriget den 17 juni 1775. Bunker Hill var en lätt befäst kulle som tillsammans med en annan kulle i närheten, Breed’s Hill, utgjorde försvarsanläggningar för de revolutionära styrkorna i trakterna kring Boston, Massachusetts. Huvudslaget stod vid Breeds Hill, men slaget är uppkallat efter Bunker Hill.

## Fältarbeten
Natten mellan den 16-17 juni intog Nya Englands-armén, i skydd av mörkret, ställningar på Bunker Hill och Bredd’s Hill, där de anlade jordredutter på Breed’s Hill och byggde lätta befästningar över större delen av Charlestownhalvön. De här fältarbetena och upptagandet av ställningar var ett svar på de militära underrättelserna som inkommit om att de brittiska styrkorna inom kort skulle försöka sig på att inta de obefästa höjderna kring Boston. På det sättet ville britterna tillskansa sig fördelaktiga anfallspositioner vid belägringen av staden.

## Brittiskt anfall
Britterna svarade på Nya Englands-arméns omgruppering med omedelbar attack under eftermiddagen den 17 juni. Två stormningar som utfördes mot de koloniala linjerna slogs tillbaka med avsevärda förluster för britterna. En tredje stormning resulterade i att ställningarna intogs som ett resultat av att de koloniala styrkorna hade slut på ammunition. De koloniala styrkorna retirerade över Bunker Hill mot Cambridge och under reträtten led de sina största förluster. 

## Pyrrhusseger
Segern för britterna vid Bunker Hill får betecknas som en typisk pyrrhusseger. Förlusterna under striderna var de enskilt värsta under hela kriget; mer än 800 sårade och 226 stupade, inklusive en ansenlig mängd officerare. Den direkta målsättningen, att inta Bunker Hill, uppnåddes men den strategiska nyttan för belägringen av Boston var begränsad. 

## Moralstärkande
För de koloniala styrkorna var det, trots förlusten, moralstärkande då det under slagets gång klart visat sig att relativt oövade och oerfarna koloniala styrkor var både villiga och kapabla att ta sig an erfarna och övade styrkor i ett öppet fältslag.